# EEW Energy from Waste
EEW Energy from Waste GmbH (EEW) (vormals E.ON Energy from Waste, ursprünglich Braunschweigische Kohlen-Bergwerke (BKB)) mit Sitz in Helmstedt ist ein Erzeuger von Strom aus Abfall. Die Energy-from-Waste-Gruppe plant, baut und betreibt Abfallverwertungs- und -beseitigungsanlagen. Mit ihren insgesamt 17 Standorten in Deutschland und im benachbarten Ausland hat sich EEW auf die thermische Behandlung von Abfall und Ersatzbrennstoffen spezialisiert. Jedes Jahr können die Anlagen der EEW-Gruppe rund 5 Millionen Tonnen Abfall verwerten. EEW erzeugt mit rund 1.400 Mitarbeitenden Prozessdampf für Industriebetriebe, Fernwärme für Wohngebiete sowie Strom für rund 700.000 Haushalte. Standorte sind in Andernach, Delfzijl (Niederlande), Göppingen, Großräschen, Hannover, Helmstedt, Heringen, Hürth-Knapsack, Premnitz, Rothensee, Schwedt, Stapelfeld, Eschbach, Leudelange (Luxemburg), Neunkirchen, Pirmasens und Stavenhagen. Das Unternehmen ist seit 2016 eine Tochtergesellschaft der Beijing Enterprises Holdings Limited.

## Hintergrund

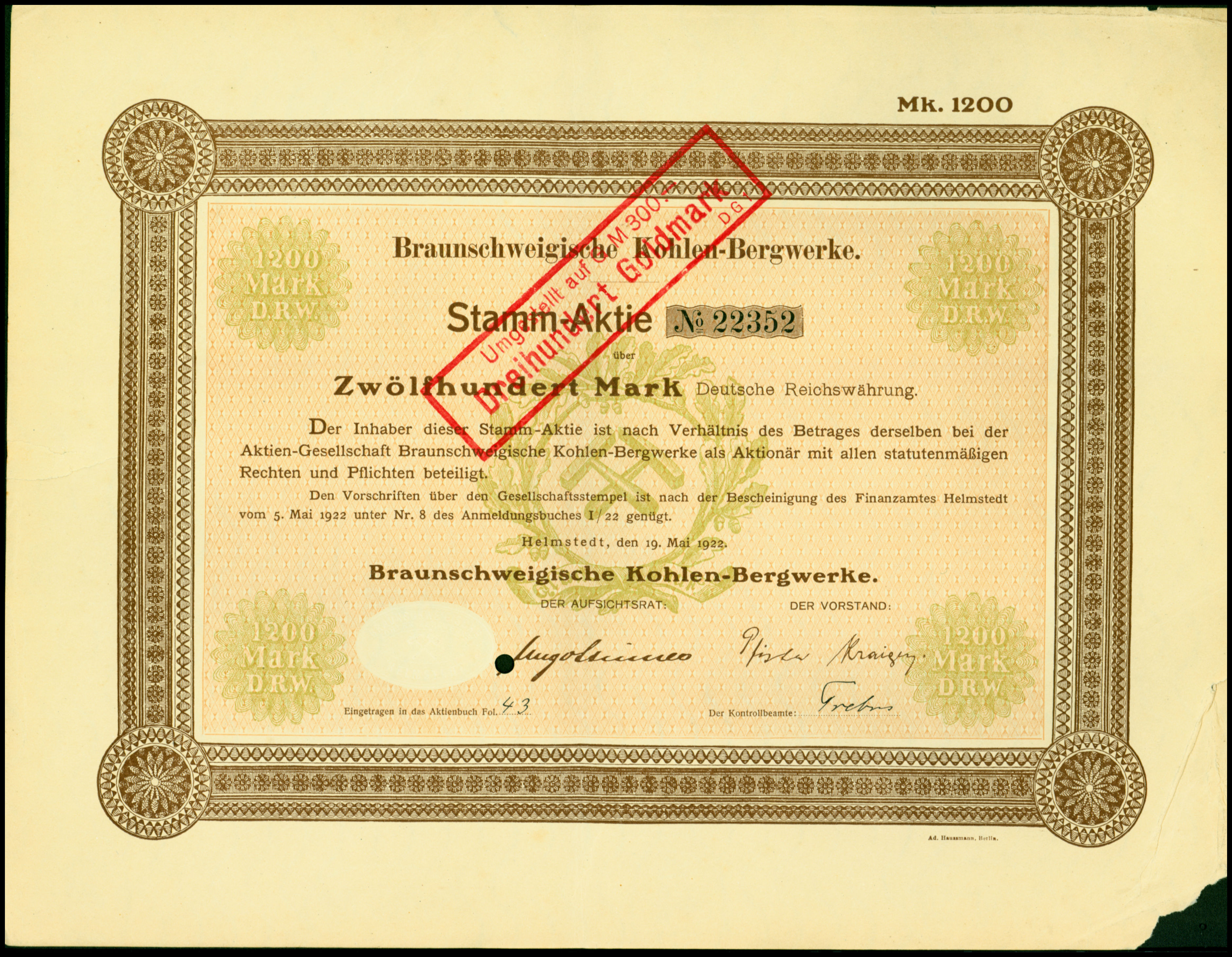
Aktie über 1200 Mark der Braunschweigischen Kohlen-Bergwerke vom 19. Mai 1922

Die Braunschweigische Kohlen-Bergwerke AG (BKB) wurde am 26. Januar 1873 als börsennotiertes Unternehmen gegründet. Im Helmstedter Revier förderte sie Braunkohle und veredelte diese zu Brennstoffen (hauptsächlich Briketts) sowie elektrischer Energie. Bis zum Jahr 1945 war das Unternehmen Mitglied im Mitteldeutschen Braunkohlen-Syndikat.
Mit 7.000 Beschäftigten wurde im Jahr 1950 die höchste Mitarbeiterzahl der Unternehmensgeschichte erreicht. Ab dem Jahr 1974 konzentrierte sich die BKB auf die Erzeugung von Strom aus Braunkohle, der hauptsächlich über die Tochtergesellschaft Überland-Zentrale Helmstedt AG (ÜZH) an Kunden im gesamten östlichen Niedersachsen geliefert wurde. Vor dem Hintergrund abnehmender Braunkohlevorräte begann im Jahr 1993 die Diversifizierung in den Bereich Entsorgung mit dem späteren Schwerpunkt Abfallverbrennung; mit Beteiligungen an europaweit 17 Müllverbrennungsanlagen stieg das Unternehmen zum Marktführer auf.
Ab dem Jahr 1986 gehörte die BKB über die PreussenElektra mehrheitlich zum damaligen VEBA-Konzern. Im Rahmen der Neuordnung des Konzerns und der Entstehung der E.ON wurde das Unternehmen ab dem Jahr 1998 sukzessive aufgespalten und das Geschäft auf die Stromerzeugung aus Abfall konzentriert. Aufgrund der Neuausrichtung firmierte die Braunschweigische Kohlen-Bergwerke AG im Jahr 2003 zunächst in BKB Aktiengesellschaft und im Jahr 2008 in E.ON Energy from Waste (EEW) um. Nachdem der Finanzinvestor EQT im März 2013 51 % der Anteile an dem Unternehmen übernommen hatte, wurde das Unternehmen im Juli 2013 in EEW Energy from Waste umfirmiert. Seit 2016 ist das Unternehmen vollständig im Besitz der Beijing Enterprises Holdings Limited.

## Unternehmensgeschichte

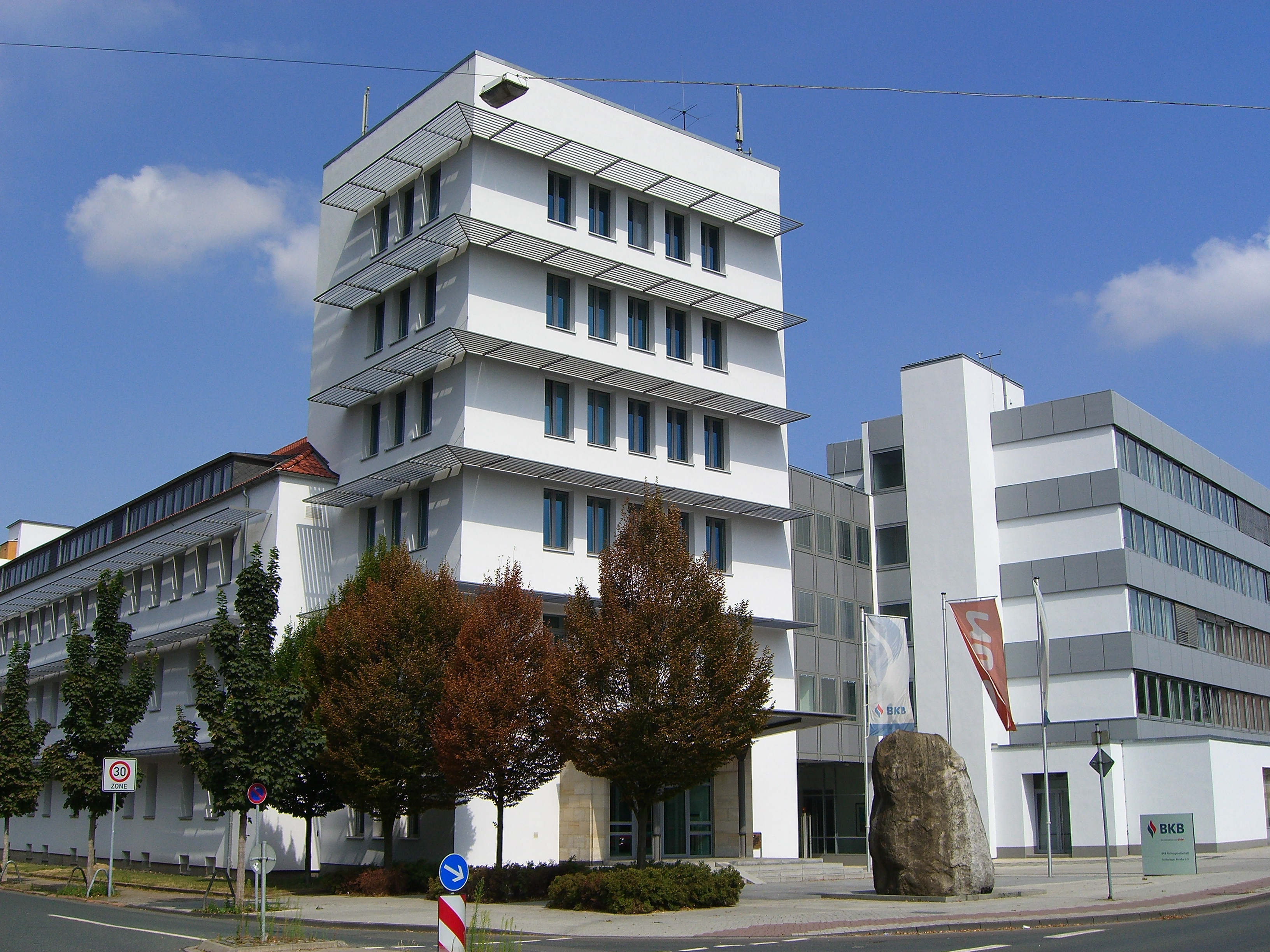
Verwaltungszentrale in Helmstedt (2006)

### Gründungsphase
Die BKB wurde am 26. Januar 1873 mit einem Kapital von 1.600.000 Talern durch ein Berliner Bankenkonsortium gegründet. Zuvor hatte dieses nach einer europaweiten Ausschreibung die Tiefbaue „Prinz Wilhelm“, „Treue“ und „Trendelbusch“ mit allen dazugehörigen Anlagen und einem Braunkohlefelderbesitz von über 7.000 Hektar vom Herzogtum Braunschweig erworben. Um den Kauf zu refinanzieren, brachte es die Anlagen in die Aktiengesellschaft ein und platzierte die Aktien an der Börse. Gleichzeitig übernahm die BKB mit ihrer Gründung eine damals bereits rund 100 Jahre bestehende Bergbautradition im westlichen Teil der Helmstedt-Staßfurter-Mulde.

### Braunkohlebergbau
Noch im Entstehungsjahr war die BKB nicht zuletzt aufgrund der allgemeinen wirtschaftlichen Auswirkungen des Gründerkrachs gezwungen, die Wirtschaftlichkeit ihrer Bergbaubetriebe durch Abkehr vom Tiefbau deutlich zu steigern. Im Jahr 1874 schloss das Unternehmen den ersten Tagebau auf. Eine zeitgenössische Quelle verweist darauf, dass „auf dem Tagebau der Häuer bequem das Drei- bis Vierfache der Leistung eines Kameraden im unterirdischen Betrieb gewinnt. Er verwende ganz und gar kein Holz, während der unterirdische Betrieb selbstredend hierfür große Summen verschlingt. Im Tagebau ist ferner die größte Konzentration des Betriebes gegeben.“ In den Folgejahren ging der Anteil der Tiefbauförderung mehr und mehr zurück. Die Grube „Prinz Wilhelm“ als letzter regulärer Tiefbaubetrieb wurde am 4. September 1925 stillgelegt.
Um die Wirtschaftlichkeit der Betriebe weiter zu steigern, übernahm die BKB ab dem Jahr 1903 sukzessive die markscheidenden Bergbauunternehmen. Mit einer Ausnahme vereinte sie bis zum Jahr 1917 alle Zechen zwischen Helmstedt und Oschersleben. Herausragende Bedeutung in diesem Konzentrationsprozess hatte die Übernahme der Norddeutsche Braunkohlenwerke AG in Völpke sowie der Harbker Kohlenwerke AG in Harbke. Die BKB dehnte ihre Aktivitäten dadurch über die Landesgrenze aus, da die Felder der beiden Unternehmen auf dem Gebiet der damaligen preußischen Provinz Sachsen (im heutigen Sachsen-Anhalt) lagen.
Nach dem Zweiten Weltkrieg ergab sich daraus die schwierige Situation, dass die Betriebe zum Teil der britischen und zum Teil der sowjetischen Besatzungsmacht unterstanden. Die Zonengrenze durchschnitt nicht nur zwei Tagebaue, insgesamt war die BKB ein geteiltes Unternehmen. In den Jahren 1947 und 1948 wurden die östlichen Betriebsteile enteignet und zu Volkseigentum erklärt. Um die Energieversorgung der Bevölkerung in beiden Besatzungszonen aufrechtzuerhalten, verblieb die wirtschaftliche und technische Gesamtbetriebsführung zunächst bei der BKB.
Am 26. Mai 1952 erließ der DDR-Ministerrat als Antwort auf die Unterzeichnung des Deutschlandvertrags die „Verordnung über Maßnahmen an der Demarkationslinie zwischen der Deutschen Demokratischen Republik und den westlichen Besatzungszonen Deutschlands.“ Mit Einrichtung einer fünf Kilometer breiten Sperrzone sowie dem Baubeginn der Grenzbefestigungen wurde die innerdeutsche Grenze zunehmend unpassierbar. Gleichzeitig begann mit der Aktion Ungeziefer die Zwangsumsiedlung von Bewohnern des Grenzgebiets. Im Helmstedter Revier konnten etwa 1.400 Mitarbeiter nicht mehr zu ihren Arbeitsplätzen in Niedersachsen gelangen. Die Volkspolizei besetzte die östlichen Tagebaue und Betriebsanlagen; die BKB verlor damit auch den Zugriff auf über 60 Prozent der damals im Tagebau gewinnbaren Braunkohlevorräte.
Trotz des sich zwischen den Weltmächten entwickelnden Kalten Kriegs blieb das Verhältnis zwischen den Bergleuten im geteilten Revier eher pragmatisch geprägt. Ohne öffentliches Aufsehen zu erregen, tauschten die Bergbaubetriebe Betriebsflächen. Zudem vermarktete die BKB Braunkohleerzeugnisse von DDR-Unternehmen. Vor diesem Hintergrund gab es auch schon früh erste Überlegungen, unter dem Grenzstreifen anstehende Braunkohle einvernehmlich zu fördern. Zunächst zerschlugen sich diese Pläne jedoch im Jahr 1961 mit Mauerbau und vollständiger Schließung der innerdeutschen Grenze.

Ehemaliges Logo der BKB

In den 1970er-Jahren lebten diese Pläne vor dem Hintergrund der ersten Ölkrise wieder auf und wurden zwischen den beiden deutschen Staaten im Zusammenhang mit anderen Grenzfragen verhandelt. Am 19. Mai 1976 konnte das Grenzkohleabkommen (auch Grenzpfeilerabkommen) unterzeichnet werden; es ermöglichte der BKB (Tagebau Helmstedt) und dem auf östlichen Gebiet tätigen VEB Braunkohlenwerk „Gustav Sobottka“ (Tagebau Wulfersdorf), die auf dem jeweiligen Gebiet anstehende Braunkohle nach „technischer Zweckmäßigkeit“ und „unabhängig von der Staatsgrenze“ zu fördern. Im Helmstedter Revier begann der sogenannte Braunkohleabbau durch den Zaun.
International bekannt wurde der Tagebau Schöningen in den 1990er Jahren durch umfangreiche archäologische Ausgrabungen und den Fund der Schöninger Speere, die mit einem Alter von 270.000 bis 400.000 Jahren als die ältesten vollständig erhaltenen Jagdwaffen der Welt gelten. Im Jahr 2017 war der Tagebau Schöningen ausgekohlt. Da Pläne für den Aufschluss des Tagebaus Emmerstedt vor dem Hintergrund der Liberalisierung der Strommärkte in den 1990er Jahren scheiterten, endete damit die Geschichte des Braunkohlebergbaus im Helmstedter Revier. Zurück bleibt eine land- und forstwirtschaftlich rekultivierte Bergbaufolgelandschaft mit mehreren großen Gewässern wie dem Lappwaldsee.
Im Jahr 2008 übernahm E.ON Kraftwerke GmbH die Tagebaue.

### Brikettierung
In der Gründungsphase konnte die BKB aufgrund der damaligen Feuerungstechnik lediglich stückige Braunkohle an wenige industrielle Abnehmer verkaufen. Für die sogenannte Feinkohle gab es zunächst keine Verwendung. Dies änderte sich mit Einführung der Brikettierung. Im Jahr 1887 nahm die BKB ihre erste Brikettfabrik mit zwei Pressen und drei Trockenöfen in Betrieb. Mit wachsender Nachfrage entstanden weitere Betriebe, bis nach Skandinavien konnten Briketts verkauft werden. Mit 1,4 Mio. t erreichte die Brikettproduktion im Jahr 1951 ihren absoluten Höhepunkt. In den Folgejahren verdrängten bequemer handhabbare Brennstoffe das Brikett jedoch zunehmend; 1974 stellte die BKB die Brikett-Produktion ein.

### Stromerzeugung, Stromversorgung
Zur Deckung des Eigenbedarfs der Bergbaubetriebe (Transport, Wasserhaltung, Bewetterung, Beleuchtung) errichtete BKB im Jahr 1888 die erste Stromerzeugungsanlage. Bereits früh versorgten die Grubenkraftwerke auch angrenzende Bergbaugemeinden mit elektrischer Energie.
Im Jahr 1906 begann die Überland-Zentrale Helmstedt AG (ÜZH) mit dem Aufbau einer regionalen Stromversorgung im Helmstedter Revier. Relativ schnell weitete sie ihr Versorgungsgebiet von der Kreisstadt vorwiegend in angrenzende Teile des Herzogtums Braunschweig (heute zu Niedersachsen gehörend) aus. Dabei kooperierte sie mit der BKB, die im Jahr 1912 alle Anteile der ÜZH erwarb.
Mit der Harbker Kohlenwerke AG übernahm BKB im Jahr 1915 auch deren Versorgungsgebiet in der Provinz Sachsen (heute zu Sachsen-Anhalt gehörend) sowie das Kraftwerk Harbke, das zum zentralen Erzeugungsschwerpunkt erweitert wurde. Unter Einbeziehung aller Stromlieferverträge versorgte BKB im Jahr 1917 das gesamte Gebiet zwischen Magdeburg und Braunschweig, dem Harz und Stendal mit Strom aus Braunkohle.
Ende der 1920er Jahre übernahmen die PreussenElektra und die Elektrowerke AG im Rahmen des Elektrofriedens größere Aktienpakete der BKB.
Nach dem Zweiten Weltkrieg durchtrennte die Zonengrenze das historisch gewachsene Versorgungsgebiet der BKB. Das in der Sowjetischen Besatzungszone gelegene Kraftwerk Harbke sowie die dortigen Stromverteilungsanlagen wurden zu Volkseigentum erklärt. Nachdem die ursprünglichen Versorgungsstrukturen zunächst zum Vorteil der Bevölkerung erhalten geblieben waren, trennte die DDR am 26. Mai 1952 die Stromnetze. Umgehend begann die BKB mit dem Bau des Kraftwerks Offleben. Dieses ging im Jahr 1954 mit zwei Maschinen in Betrieb und wurde in den Jahren des Wirtschaftswunders bis auf eine Gesamtleistung von 770 Megawatt ausgebaut, um die Kunden in Niedersachsen sicher mit elektrischer Energie beliefern zu können. Im Jahr 1985 nahm das Kraftwerk Buschhaus nach heftigen umweltpolitischen Diskussionen die Stromerzeugung auf. Zwei Jahre später wurde es gemeinsam mit dem Block C des Kraftwerks Offleben an eine innovative Rauchgasentschwefelungsanlage nach dem Wellman-Lord-Verfahren angeschlossen, die aus dem Schwefeldioxid der Rauchgase elementaren Schwefel für die chemische Industrie erzeugte. Für den Einsatz des Verfahrens erhielt die BKB den Deutschen Recyclingpreis.
Nach der Deutschen Wiedervereinigung wurde das zu DDR-Zeiten in Kraftwerk „Philipp Müller“ umbenannte und technisch weitgehend unveränderte Kraftwerk Harbke schrittweise stillgelegt und abgebrochen. Der letzte Block des Kraftwerks Offleben ging mit Auskohlung des Tagebaus Helmstedt vom Netz. 2017 endete die Erzeugung von Strom aus Braunkohle im Kraftwerk Buschhaus sowie im Helmstedter Revier. Im Jahr 2008 übernahm E.ON Kraftwerke GmbH das Kraftwerk Buschhaus.

### Entsorgung, Abfallverbrennung
Mit zunehmender Auskohlung der umliegenden Kohleförderungsstätten wurde ab 1993 verstärkt das Geschäftsfeld Entsorgung ausgebaut. Durch Eingliederungen oder Neugründungen weiterer Entsorgungsbetriebe und Müllheizkraftwerke entwickelte sich die BKB-Gruppe zum bundesdeutschen Marktführer im Bereich der Abfallverbrennung und der daraus gewonnenen Strom- und Fernwärmeerzeugung.
Auf der Hauptversammlung am 8. November 2002 wurde beschlossen, alle ausstehenden Aktien gegen Gewährung einer Barabfindung von 375,67 € je Stückaktie an die E.ON Kraftwerke GmbH zu übertragen. Durch ein Spruchverfahren wurde der Abfindungsbetrag auf 450 € erhöht.
Im Zuge einer konzerninternen Umstrukturierung zum 31. März 2008 wird seitdem das Geschäftsfeld des Braunkohleabbaus und dessen Verstromung direkt von der E.ON Kraftwerke GmbH betrieben, die Energiegewinnung aus der Abfallverbrennung wird unter dem neuen Namen E.ON Energy from Waste AG (EEW) fortgeführt.
Ab Sommer 2011 stand das Unternehmen zum Verkauf. Im Juni 2012 wurde der Verkauf der E.ON-Tochter aufgrund zu geringer Gebote aufgegeben. Stattdessen wurde im Jahr 2013 mit dem Infrastrukturfonds des schwedischen Finanzinvestors EQT ein Gemeinschaftsunternehmen gegründet. Dieses soll das operative Geschäft und die geografische Expansion weiterentwickeln sowie alle Aktien der EEW übernehmen; E.ON wird am geplanten Joint Venture nur noch eine Minderheitsbeteiligung von 49 % halten. Im Mai 2015 übernahm EQT auch die übrigen 49 %.

### Übernahme durch Beijing Enterprises Holdings
Im Februar 2016 gab EQT eine Vereinbarung zum Verkauf von EEW an den staatseigenen chinesischen Mischkonzern Beijing Enterprises Holdings zum Preis von 1,44 Milliarden € bekannt. Das Bundesministerium für Wirtschaft und Energie (BMWi) erteilte seine Zustimmung (Unbedenklichkeitsbescheinigung nach Außenwirtschaftsordnung) Anfang März 2016. Die Kaufsumme soll laut EQT die bis dahin größte chinesische Direktinvestition in ein deutsches Unternehmen gewesen sein.

### Weitere Übernahmen
Zum 30. September 2015 übernahm EEW das EBS-Kraftwerk Stavenhagen von der Bremer Nehlsen AG.
Zum 1. Januar 2016 übertrug EEW seinen Mehrheitsanteil an der Interargem GmbH (SWB). Die Interargem betreibt zwei thermische Abfallverwertungsanlagen an den Standorten Bielefeld-Heepen und Hameln.

## Betriebsanlagen und Tagebaue

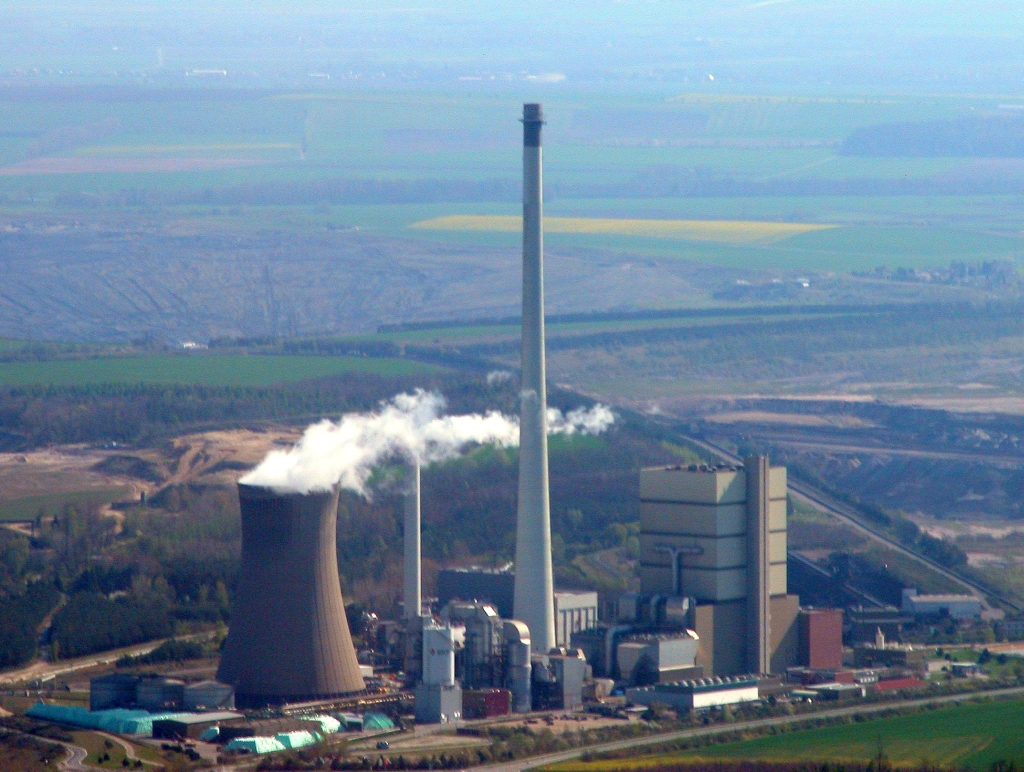
Braunkohlekraftwerk Buschhaus

Im Laufe der über 130-jährigen Unternehmensgeschichte wurden u. a. folgende Anlagen betrieben:
Kraftwerke
- Kraftwerk Harbke: erbaut 1908–1909 und 1915 von der BKB übernommen, mehrfach erweitert, im Jahr 1952 von der DDR verstaatlicht und 1990 stillgelegt
- Kraftwerk Offleben: drei Kraftwerksblöcke (A, B und C) erbaut zwischen 1954 und 1972, 2002 stillgelegt
- Kraftwerk Buschhaus: seit 1985 in Betrieb, seit 2013 im Eigentum der MIBRAG[26], 2020 stillgelegt

Tagebaue
- Tagebau Trendelbusch bei Büddenstedt (1874–1916)
- Tagebau Treue bei Offleben (1881–1993)
- Tagebau Viktoria (1902–1963)
- Tagebau Harbke (1922–1926)
- Tagebau Anna (1922–1935)
- Tagebau Jakobsgrube (1926–1931)
- Tagebau Wulfersdorf (1936–1952)
- Tagebau Alversdorf (1962–1991)
- Tagebau Helmstedt (1973–2002)
- Tagebau Schöningen (1978–2017)